# Наукові школи України
| Назва | Час і місце заснування | Представники |
| --- | --- | --- |
| Київська електрохімічна школа іонних розплавів та неводних електролітів                                                                        | 1920–30-х рр. місто Київ, Інститут загальної та неорганічної хімії імені В. І. Вернадського НАН України | В.О. Ізбеков, Ю.К. Делімарський, О.В. Городиський, Е.В. Панов, Д.А. Ткаленко, Н. Х. Туманова, Б.Ф. Марков, С.В. Волков, В.Д. Присяжний, В.І. Шаповал, М.С. Слободяник, А.Ф. Великанов, О.Г. Зарубицький, А.О. Омельчук, Я.А. Фіалков, І.А. Шека, Ю.Я. Фіалков. |
| Міжнародна наукова школа високотемпературної координаційної хімії                                                                              | 1974 рік, Інститут загальної та неорганічної хімії імені В. І. Вернадського НАН України | С.В. Волков, В.І. Пехньо, В.А. Бандур, М.І. Буряк, О.Б. Бабушкіна, З.А. Фокіна, В.А. Засуха. |
| Наукова школа М.М. Амосова з біологічної та медичної кібернетики                                                                               | 1960-і, Інститут кібернетики ім. В.М. Глушкова НАН України | Л.С. Алєєв, Б.Т. Агапов, Т.М. Байдик, Є.Б. Базилевський, В.М. Бєлов, Д.М. Галенко, Е.Т. Головань, О.Д. Гольцев, І.Й. Єрмакова, К.О. Іванов-Муромський, О.М. Касаткін, Л.М. Касаткіна, О.С. Коваленко, О.І. Ліссова, В.О. Ліщук, К.Г. Лябах, О.Н. Лук, В.Г. Мельников, О.П. Мінцер, В.С. Ольшаніков, Б.Л. Палець, А.О. Попов, Д.А. Рачковський, В.П. Соловйов, В.С. Старинець, С.О. Талаєв, В.Д. Фоменко, К.О. Шкабара, В.А. Шульга, Ю.І. Яковенко  |
| Наукова школа А.Є. Бабинця в галузі гідрогеології, морської та інженерної геології                                                             | 1961 р., Інститут геологічних наук АН УРСР | Ф.А. Руденко, А.Г. Солдак, М.І. Дробноход (Київський національний університет ім. Тараса Шевченка), І.А. Скабаланович (Дніпропетровський національний університет ім. О. Гончара), С.А. Шагоянц (Дніпропетровський національний гірничий університет), В.В. Коллодій (Інститут геології та геохімії горючих копалин НАН України) |
| Наукова школа А.К. Бабка з аналітичної хімії                                                                                                   | 1930-і, Київський університет, Інститут загальної та неорганічної хімії АН УРСР | академік НАН України А.Т. Пилипенко, доктори наук Й.С. Балог, А.М. Голуб, Ф.П. Горбенко, Ф.Г. Жаровський, П.П. Кіш, П.М. Линник, В.В. Лукачина, Є.А. Мазуренко, Б.Й. Набиванець, О.Ю. Назаренко, І.В. П’ятницький, О.П. Рябушко, А.І. Самчук, М.М. Тананайко, Ф.М. Тулюпа, І.О. Шевчук, М.Й. Штокало |
| Науково-технічна школа В.М. Бакуля з синтезу надтвердих матеріалів                                                                             | 1959 р., Центральне конструкторсько-технологічне бюро твердосплавного й алмазного інструменту з експериментальним заводом та науково-дослідними лабораторіями, перетворене у 1961 р. на Український науково-дослідний і конструкторсько-технологічний інститут синтетичних надтвердих матеріалів та інструменту (з 1972 р. — Інститут надтвердих матеріалів АН УРСР) | академік НАН України М.В. Новіков, члени-кореспонденти НАН України О.О. Шульженко, В.П. Бондаренко, А.Л. Майстренко, Т.О. Пріхна, доктори наук І.А. Свешніков, О.О. Розенберг, В.В. Рогов, М.Г. Лошак, Г.П. Богатирьова, А.Ю. Шило, А.О. Сагарда, Г.В. Арцимович, І.Ф. Вовчановський, В.В. Коломієць, В.Д. Андрєєв, А.Ф. Лисовський та ін. |
| Наукова школа М.М. Боголюбова з математичної та теоретичної фізики                                                                             | 1966, Інститут теоретичної фізики імені М. М. Боголюбова НАН України | академіки НАН України В.О. Кононенко, Ю.О. Митропольський, О.С. Парасюк, С.В. Пелетмінський, Д.Я. Петрина, Г.С. Писаренко, А.М. Самойленко, Й.З. Штокало, І.Р. Юхновський, члени-кореспонденти НАН України Й.І. Гіхман, В.І. Фущич, О.М. Шарковський, В.П. Шелест, доктори наук В.П. Гачок, М.С. Гончар, І.П. Дзюб, Г.М. Зинов’єв, Ю.Л. Ментковський, В.Г. Писаренко, Б.В. Струмінський, А.В. Свідзинський, А.М. Федорченко, С.Ф. Фещенко та інші. |
| Наукова школа О.О. Богомольця з патофізіології та експериментальної медицини                                                                   | | |
| Наукова школа В.Г. Бондарчука в галузі геоморфології                                                                                           | | |
| Наукова школа В.С. Будника з ракетно-космічної техніки                                                                                         | | |
| Наукова школа С.М. Гершензона з генетики | | |
| Наукова школа В.М. Глушкова з кібернетики | | |
| Алгебраїчна наукова школа Д.О. Граве | початок ХХ ст., Київський університет | академік АН СРСР О.Ю. Шмідт, члени-кореспонденти АН СРСР М.Г. Чеботарьов, Б.М. Делоне, академік АН України М.П. Кравчук, члени-кореспонденти АН України Н.І. Ахієзер, В.Є. Дяченко, М.Г. Крейн, М.Х. Орлов, Є.Я. Ремез, Ю.Д. Соколов, І.Я. Штаєрман, професори К.Ф. Абрамович, В.І. Вельмін, Є.І. Жилінський, О.М. Островський, П.Д. Бєлоновський, О.Л. Наумов, В.А. Зморович, Т.В. Путята, І.Б. Погребицький                                      |
| Наукова школа А.М. Гродзинського з алелопатії                                                                                                  | | |
| Наукова школа О.С. Давидова з теоретичної фізики                                                                                               | | |
| Наукова школа В.І. Данилова з фізики рідин | | |
| Наукова школа О.М. Динника з теорії пружності                                                                                                  | | |
| Наукова школа А.В. Думанського з колоїдної хімії                                                                                               | | |
| Київська металознавча наукова школа | | |
| Наукова школа А.І. Кіпріанова в галузі теорії кольоровості органічних сполук                                                                   | | |
| Наукова школа С.М. Кожевнікова в галузі динаміки машин                                                                                         | | |
| Наукова школа О.І. Кухтенка в галузі теорії інваріантності, теорії автоматичного керування, фізичної кібернетики та математичної теорії систем | | |
| Напівпровідникова наукова школа В.Є. Лашкарьова                                                                                                | | |
| Наукова школа Ю.О. Митропольського в галузі нелінійної механіки                                                                                | | |
| Наукова школа В.С. Михалевича з математичної кібернетики, математичних методів оптимізації і системного аналізу                                | | |
| Наукова школа фізичної електроніки Н.Д. Моргуліса                                                                                              | | |
| Наукова школа О.В. Палладіна з біохімії | | |
| Патонівська науково-технічна школа | | |
| Наукова школа М.В. Пасічника з нейтронної фізики низьких та середніх енергій                                                                   | | |
| Наукова школа С.І. Пекара з теорії твердого тіла                                                                                               | | |
| Наукова школа Г.С. Писаренка коливань і міцності у машинобудуванні                                                                             | | |
| Наукова школа Л.В. Писаржевського з електронної хімії                                                                                          | | |
| Наукова школа В.Б. Порфир’єва з проблем нафтогазової геології та геохімії                                                                      | | |
| Наукова школа Г.Ф. Проскури у галузі гідромашинобудування                                                                                      | | |
| Наукова школа Г.Є. Пухова з теорії електричних машин та квазіаналогового моделювання                                                           | | |
| Наукова школа Г.М. Савіна у галузі механіки деформованого твердого тіла                                                                        | | |
| Наукова школа М.П. Семененка з геохімії та фізики мінералів                                                                                    | | |
| Наукова школа експериментальної фізики К.Д. Синельникова                                                                                       | | |
| Радіофізична школа А.О. Слуцкіна | | |
| Наукова школа О.Ф. Німця з ядерних реакцій із зарядженими частками                                                                             | | |
| Терапевтична наукова школа М.Д. Стражеска | | |
| Офтальмологічна наукова школа В.П. Філатова | | |
| Ботанічна наукова школа О.В. Фоміна | | |
| Науково-технічна школа І.М. Францевича з неорганічного матеріалознавства                                                                       | | |
| Харківська наукова школа кріогеніки | | |
| Харківська школа теоретичної фізики | | |
| Науково-технічна школа О.П. Чекмарьова з теорії і технології прокатного виробництва                                                            | | |
| Наукова школа К.Л. Ющенко з теорії програмування                                                                                               | 1950р. обчилювальна лабораторія при Інституті математики АН УРСР, з 1954р. лабораторія обчислювальної техніки при Інституті математики АН УРСР, з 1957р. Обчислювальний Центр при АН УРСР, з 1962р. Інститут кібернетики | О.Л. Перевозчикова, І.В. Вельбицький, А.М. Довгялло, Т.О. Гринченко, В.П. Клименко, П.С. Кнопов, К.М. Лаврищева, А.І. Халілов, О.М. Хіміч, Г.Є. Цейтлін, В.П. Сьомік, С.Д. Погорілий, В.Н.Редько, І.В.Сергієнко, Л.П.Бабенко та інші. |
| Науково-конструкторська школа М.К. Янгеля з ракетно-космічної техніки                                                                          | | |
| Наукова школа А.Г.Білоуса з хімії твердого тіла                                                                                                | 1996, Інститут загальної та неорганічної хімії імені В. І. Вернадського НАН України | О. І. В'юнов, О.М. Гавриленко, X. Б. Голець, І. Р. Дідух, Д. О. Дурилін, О. В. Єленіч, С. Д. Кобилянська, Коваленко Л.Л., Т. В. Колодяжний, К. В. Кравчик, О. В. Овчар, О. В. Пашкова, Т. О. Плутенко, К. Д. Соловйова, С. О. Солопан, О. М. Суслов, В. В. Фоменко, Ю.Ю. Шлапа, О. 3. Янчевський |